# Distrikt Accha
Der Distrikt Accha liegt in der Provinz Paruro in der Region Cusco in Südzentral-Peru. Der Distrikt wurde am 21. Juni 1825 gegründet. Er besitzt eine Fläche von 239 km². Beim Zensus 2017 lebten 3267 Einwohner im Distrikt. Im Jahr 1993 lag die Einwohnerzahl bei 4240, im Jahr 2007 bei 3853. Die Distriktverwaltung befindet sich in der 3611 m hoch gelegenen Ortschaft Accha mit 1298 Einwohnern (Stand 2017). Accha liegt 23 km südlich der Provinzhauptstadt Paruro.

## Geographische Lage
Der Distrikt Accha befindet sich im Andenhochland im zentralen Süden der Provinz Paruro. Der Río Velille durchquert den Distrikt in nordnordwestlicher Richtung.
Der Distrikt Accha grenzt im Südwesten an den Distrikt Capacmarca (Provinz Chumbivilcas), im Nordwesten an den Distrikt Ccapi, im Norden an den Distrikt Colcha, im Osten an den Distrikt Pillpinto sowie im Süden an den Distrikt Omacha.

## Ortschaften
Neben dem Hauptort gibt es folgende größere Ortschaften im Distrikte:
- Acchupampa (336 Einwohner)
- Pfoccorhuay (275 Einwohner)

## Im Distrikt Accha geboren
- Víctor Maita (* 1992), peruanischer Bauern- und Landarbeiter-Gewerkschafter sowie Jurist und Politikwissenschaftler, seit 2021 Landwirtschaftsminister